# Scaphura denuda
Scaphura denuda är en insektsart som beskrevs av Guérin-Méneville och Achille Rémy Percheron 1836. Scaphura denuda ingår i släktet Scaphura och familjen vårtbitare. Inga underarter finns listade i Catalogue of Life.